# Cevat Çobanlı
Djevad Pacha ou Cevat Pacha devenu Cevat Çobanlı avec la loi sur les noms de famille, né le 14 septembre 1870 ou 1871 à Constantinople (Empire ottoman) et mort le 13 mars 1938 à Istanbul (Turquie), est un militaire et homme politique ottoman puis turc. Pacha est un titre de fonction.

## Origines et début de carrière

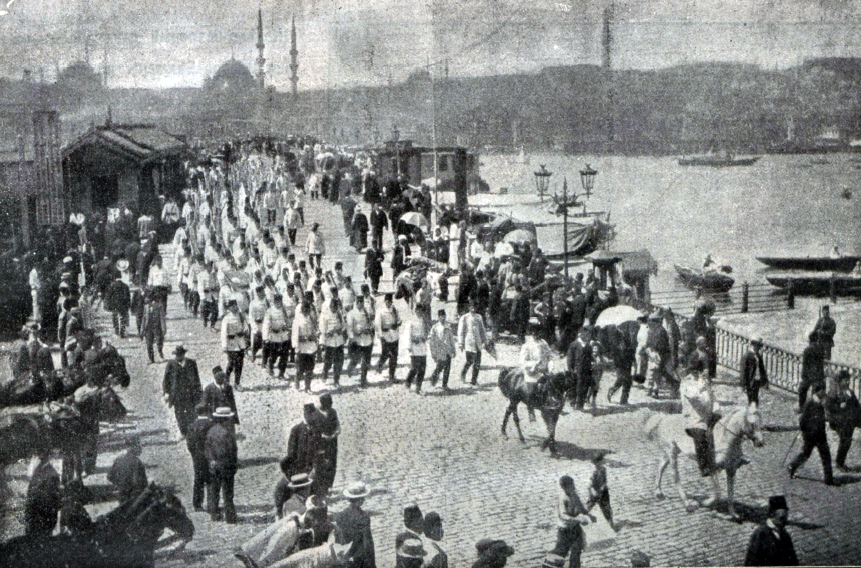
Infanterie ottomane, 9 janvier 1912.

Djevad (Cevat) nait en 1870 ou 1871 à Constantinople, d'une famille originaire d'Arapgir. Son père était un officier ottoman, Şakir Pacha. Il étudie au lycée de Galatasaray et entre en 1888 à l'école militaire ottomane (Mekteb-i Fünûn-u Harbiyye-i Şâhâne). En 1892, il est promu sous-lieutenant d'infanterie dans l'armée ottomane, et en 1894, capitaine d'état-major. Après des séjours à Londres et Berlin, il sert comme aide de camp  au palais du sultan Abdülhamid II. Il est promu général en 1901 mais, en 1909, rétrogradé au rang de colonel.
Directeur de l'école militaire en 1909-1910, il se rend en Allemagne en 1910 pour assister aux grandes manœuvres de l'armée allemande. En janvier 1911, il est nommé chef d'état-major de la 1re armée (en) et, en mai 1911, se rend à Londres pour assister au couronnement de George V. En 1912, pendant la première guerre balkanique, il est chargé de la direction de l'artillerie. En 1913, au lendemain de la guerre, il est nommé commandant de la 9e division et président de la commission chargée de délimiter la frontière bulgaro-ottomane.

## Première guerre mondiale

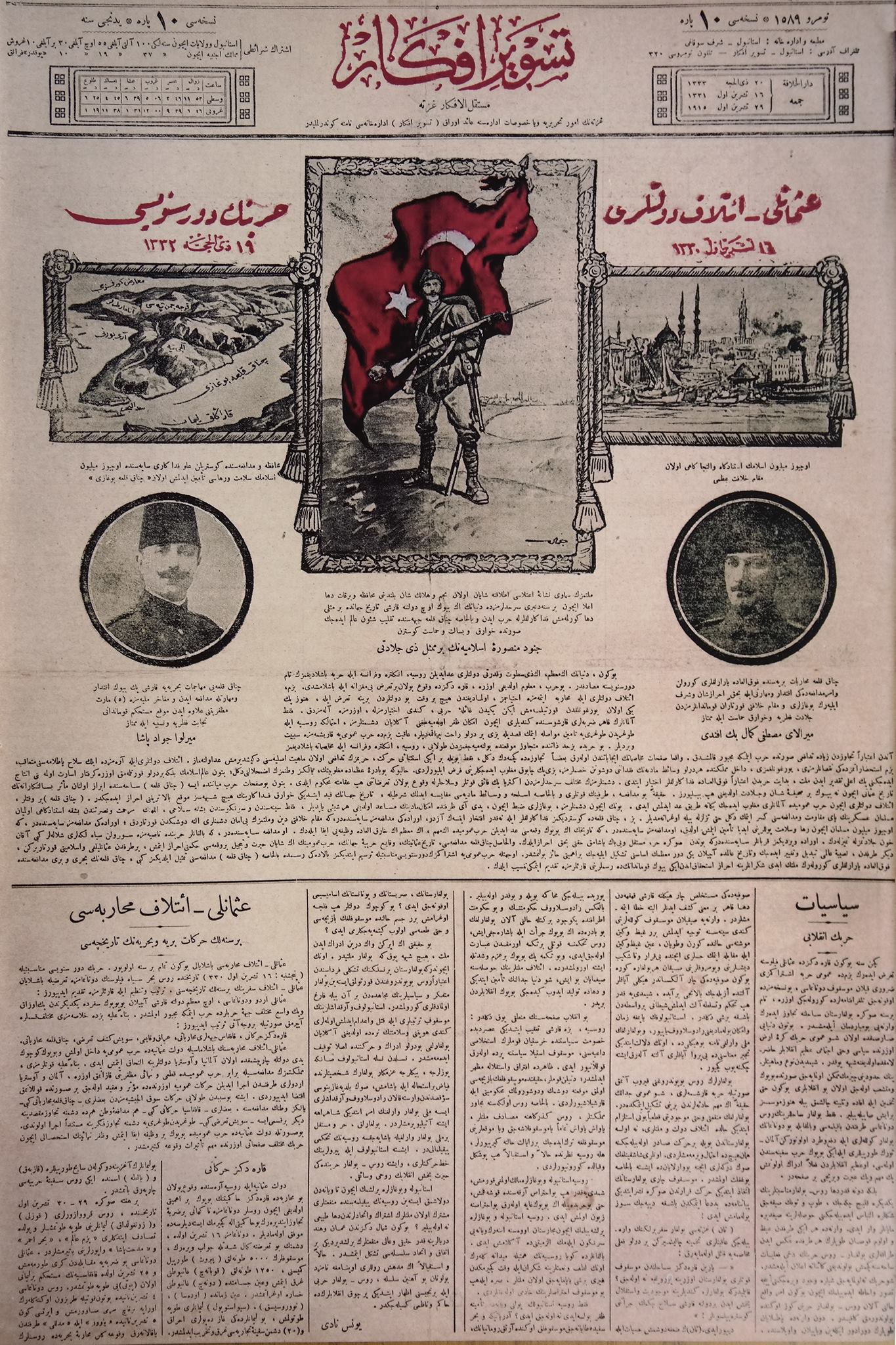
Djevad Pacha et Mustafa Kemal Bey, les deux défenseurs des Dardanelles : image patriotique du journal turc ', 29 octobre 1915.

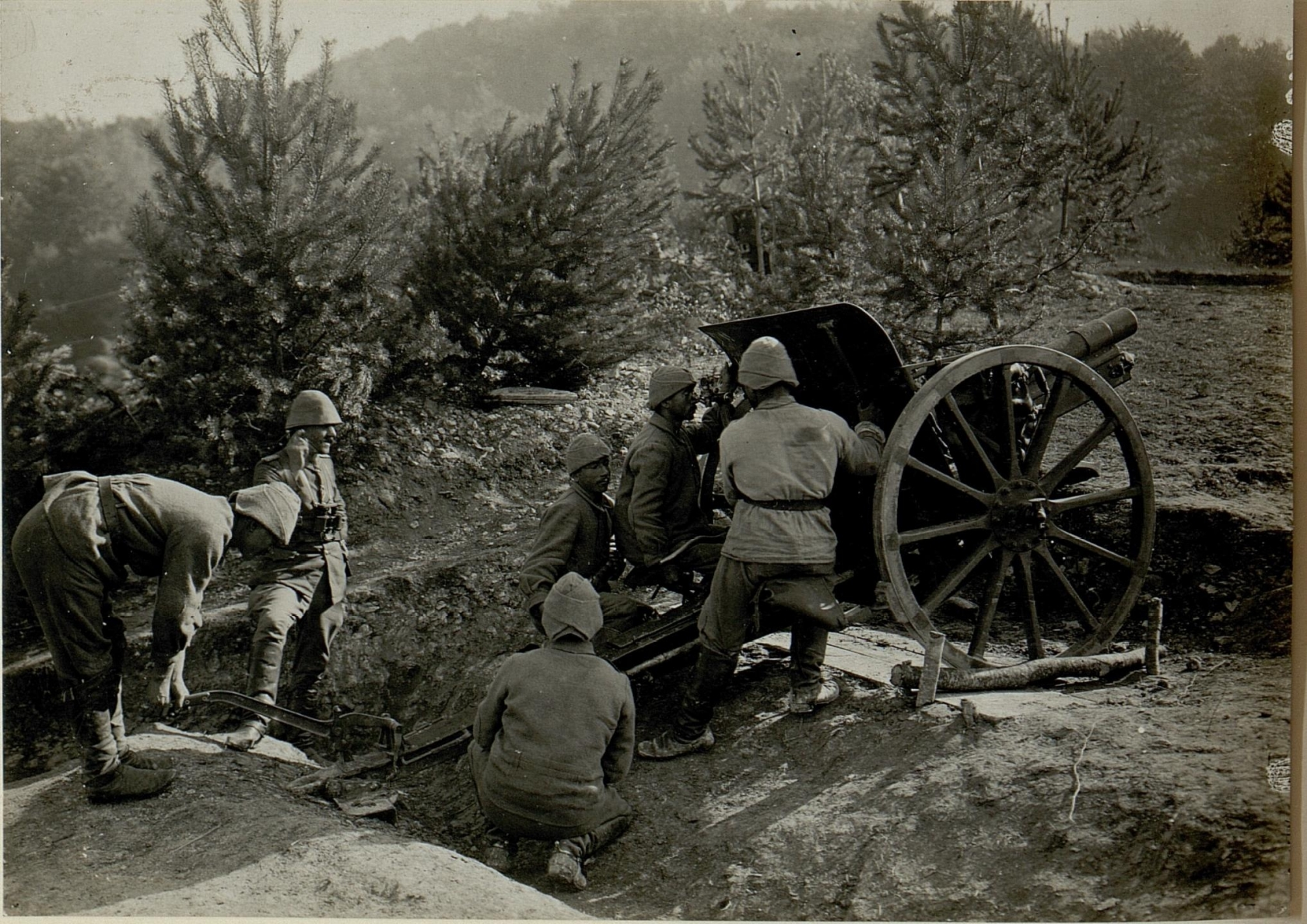
Artillerie ottomane en Galicie, 1916-1917.

Le 29 novembre 1914, au moment de l'entrée de l'Empire ottoman dans la Première Guerre mondiale, il est nommé commandant de la zone fortifiée des Dardanelles. Il est cependant subordonné à Essad Pacha, chef d'état-major de la 5e armée (en). Djevad est un des trois commandants de l'artillerie côtière, avec Fouad Pacha et Cihan Cildan, qui repoussent l'attaque maritime de la Royal Navy le 18 mars 1915. Cet épisode lui vaut le surnom de « héros du 18 mars » (18 Mart Kahramanı).
Il passe ensuite par plusieurs postes. Du 18 novembre 1916 au 19 août 1917, il commande le XVe corps ottoman en Galicie dans une série de combats contre l'armée russe.
Le 2 décembre 1917, il est nommé commandant de la 8e armée, partie du groupe d'armées Yildirim (en), sur le front de Palestine. Il participe à la dernière phase de la bataille de Jérusalem.
Lors de la bataille de Megiddo (19-21 septembre 1918), la 8e armée est complètement balayée par l'offensive britannique. Djevad Pacha est rappelé à Constantinople.

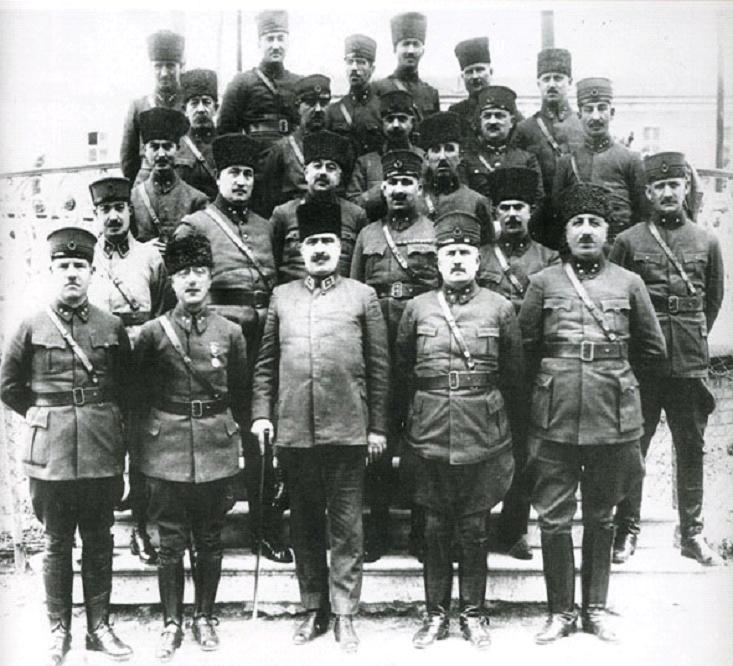
Commandants de la guerre d'indépendance turque. Au premier rang, de g. à dr. : Ali Fuat Cebesoy, Cevat Çobanlı, Fevzi Çakmak, Kâzım Karabekir et Fahrettin Altay, 1923.

## Après la guerre
Après la capitulation ottomane de l'armistice de Moudros (30 octobre 1918), Djevad Pacha reste au service du gouvernement du sultan Mehmed VI sous occupation alliée. Le 3 novembre 1918, il est nommé chef d'état-major général.
Du 19 décembre 1918 au 2 avril 1919, il est ministre de la guerre. Avec d'autres militaires de haut rang, Fevzi Pacha et Mehmed Djemal Pacha, il établit des contacts secrets avec les nationalistes turcs qui, autour de Mustafa Kemal, préparent une résistance à l'occupation alliée.
Devenu suspect aux Britanniques, il doit démissionner de ses fonctions en janvier 1920 et, le 16 mars 1920, il est arrêté et interné à Malte. Il est libéré en 1922 grâce à un accord entre le gouvernement provisoire de Mustafa Kemal et les Britanniques. Il participe au commandement dans la dernière phase de la guerre gréco-turque.
En 1923, il est élu à la Grande Assemblée nationale de Turquie. Il fait partie des trois inspecteurs généraux des forces armées turques. Il se retire de ses fonctions civiles et militaires en 1924. En 1932, il représente la Turquie à la Conférence mondiale pour le désarmement organisée par la Société des Nations.
Il prend sa retraite le 14 mars 1935 et meurt à son domicile de Kadıköy (Istanbul) le 13 mars 1938. Il est enterré au cimetière d'Erenköy. En 1988, son corps est transféré au Cimetière d'État de Turquie (en).

## Sources et bibliographie
- (de) Cet article est partiellement ou en totalité issu de l’article de Wikipédia en allemand intitulé « Cevat Çobanlı » (voir la liste des auteurs) dans sa version du 22 octobre 2018.

- (tr) Cet article est partiellement ou en totalité issu de l’article de Wikipédia en turc intitulé « Cevat Çobanlı » (voir la liste des auteurs) dans sa version du 12 octobre 2018.
- (en) James Brian McNabb, A military history of the modern Middle East, Santa Barbara, California Denver Colorado, Praeger, an imprint of ABC-CLIO, LLC, 2017, 451 p. (ISBN 978-1-4408-2963-5, OCLC 999625093)
- (en) Mesut Uyar, The Ottoman defence against the Anzac landing, Newport, N.S.W, Big Sky Publishing, coll. « Australian Army campaigns » (no 16), 2015, 188 p. (ISBN 978-1-925275-01-8, OCLC 904680899, lire en ligne)
- (en) Erik Jan Zürcher, The Unionist factor : the rôle of the Committee of Union and Progress in the Turkish National Movement, 1905-1926, Leiden, Brill, 1984, 198 p. (ISBN 978-90-04-07262-6, lire en ligne)